# هنري سكوت
هنري سكوت (28 أكتوبر 1851 - 11 نوفمبر 1941) (بالإنجليزية: Henry Scott)‏ هو لاعب كريكت بريطاني (وحمل سابقاً جنسية المملكة المتحدة لبريطانيا العظمى وأيرلندا).